# Бородин, Дмитрий Анатольевич
Дмитрий Анатольевич Бородин (бел. Дзмітрый Анатолевіч Барадзін; род. 19 июля 1999, Гомель) — белорусский футболист, полузащитник клуба «Гомель».

## Клубная карьера
Воспитанник гомельской школы СДЮШОР-8. Позже перешёл в главную команду города — футбольный клуб «Гомель». В 2015 году начал выступать за дубль. В следующем году начал привлекаться к играм основного состава. Дебютировал за команду в первом дивизионе 26 июня 2016 года в домашней игре против минского «Торпедо». Бородин появился на поле на 90-й минуте вместо Евгения Милевского. По итогам сезона «Гомель» занял первое место в турнирной таблице, а Бородин принял участие в пяти матчах, не отметившись результативными действиями. В сезоне 2017 года Бородин за основной состав провёл всего пять минут в высшей лиге. 1 июля он вышел в концовке встречи с брестским «Динамо», заменив ганского нападающего Эванса Адомако.
В марте 2018 года на правах аренды перешёл в «Оршу» из первого дивизиона. Первую игру в её составе провёл 6 апреля против гомельского «Локомотива», проведя на поле 90 минут. Дебютный гол забил 20 мая в ворота ЮАС, сравняв счёт на 40-й минуте матча. За полгода в составе «Орши» Бородин принял участие в 14 играх, забив 3 мяча.
27 июля перебрался в клуб высшей лиги «Смолевичи», подписав контракт до конца сезона с возможностью продления. В оставшейся части сезона принял участие в 12 матчах. В итоговой турнирной таблице чемпионата «Смолевичи» заняли предпоследнее место и покинули элиту белорусского футбола. В первом дивизионе Бородин продолжил быть игроком основной команды, сыграв в 22 матчах и забив 2 гола, чем внёс свой вклад в возвращение клуба в высшую лигу.
16 января 2020 года полузащитник подписал контракт с минским «Динамо». 3 апреля дебютировал в составе бело-синих в матче третьего тура с «Торпедо-БелАЗ». На 2-й добавленной к основному времени встречи минуте он появился на поле вместо Владислава Климовича. В сентябре 2020 года был отдан в аренду «Ислочь», где играл в основном составе. В декабре по окончании аренды покинул клуб.
В январе 2021 года продлил контракт с «Динамо» и был отдан в аренду клубу «Чайка».
В июле 2022 года покинул минское «Динамо». Вскоре присоединился к казахстанскому клубу «Ордабасы».
В январе 2023 года футболист проходил просмотр в казахстанском «Кайсаре».
14 февраля главный тренер «Кайсара» Виктор Кумыков сообщил корреспонденту сайта meta-ratings.kz, что клуб подписал четырёх легионеров из стран ЕАЭС, в том числе Бородина.
В январе 2025 года сообщил об уходе из «Кайсара» в связи с задолженностями по зарплате. Впоследствии пожаловался на клуб в ФИФА из-за долгов. На чемпионат-2025 был заявлен за «Гомель», куда перешел свободным агентом. Провел за гомельчан 16 матчей, в которых набрал 5 (2+3) очков. В августе 2025 года пополнил состав жодинского «Торпедо»-БЕЛАЗа.

## Карьера в сборной
В сентябре-октябре 2015 года в составе юношеской сборной Беларуси до 17 лет принял участие в отборочном раунде чемпионата Европы, сыграв в двух матчах.
14 ноября 2018 года дебютировал в молодёжной сборной Беларуси, выйдя в стартовом составе в товарищеском матче против Хорватии (1:3).
В октябре 2023 года футболист получил вызов в национальную сборную Беларуси.

## Достижения
«Гомель»
- Победитель Первой лиги: 2016

«Смолевичи»
- Серебряный призёр Первой лиги: 2019

«Ордабасы»
- Обладатель Кубка Казахстана: 2022

## Клубная статистика
| Выступление      | Выступление      | Выступление      | Лига | Лига | Кубки | Кубки | Конт. кубки | Конт. кубки | Итого | Итого |
| Клуб             | Лига             | Сезон            | Игры | Голы | Игры  | Голы  | Игры        | Голы        | Игры  | Голы  |
| ---------------- | ---------------- | ---------------- | ---- | ---- | ----- | ----- | ----------- | ----------- | ----- | ----- |
| Гомель           | Первая лига      | 2016             | 5    | 0    | 0     | 0     | 0           | 0           | 5     | 0     |
| Гомель           | Высшая лига      | 2017             | 1    | 0    | 1     | 0     | 0           | 0           | 2     | 0     |
| Гомель           | Итого            | Итого            | 6    | 0    | 1     | 0     | 0           | 0           | 7     | 0     |
| Орша             | Первая лига      | 2018             | 14   | 3    | 1     | 0     | 0           | 0           | 15    | 3     |
| Орша             | Итого            | Итого            | 14   | 3    | 1     | 0     | 0           | 0           | 15    | 3     |
| Смолевичи        | Высшая лига      | 2018             | 12   | 0    | 2     | 0     | 0           | 0           | 14    | 0     |
| Смолевичи        | Первая лига      | 2019             | 22   | 2    | 2     | 0     | 0           | 0           | 24    | 2     |
| Смолевичи        | Итого            | Итого            | 34   | 2    | 4     | 0     | 0           | 0           | 38    | 2     |
| Динамо (Минск)   | Высшая лига      | 2020             | 5    | 0    | 1     | 0     | 0           | 0           | 6     | 0     |
| Динамо (Минск)   | Итого            | Итого            | 5    | 0    | 1     | 0     | 0           | 0           | 6     | 0     |
| Ислочь           | Высшая лига      | 2020             | 6    | 0    | 1     | 1     | 0           | 0           | 7     | 1     |
| Ислочь           | Итого            | Итого            | 6    | 0    | 1     | 1     | 0           | 0           | 7     | 1     |
| Всего за карьеру | Всего за карьеру | Всего за карьеру | 65   | 5    | 8     | 1     | 0           | 0           | 73    | 6     |

Дублирующий состав «Динамо (Минск)»: 8 матчей, 2 гола.